# Lénártó
Lénártó (szlovákul: Lenartov) község Szlovákiában, az Eperjesi kerület Bártfai járásában.

## Fekvése
Bártfától 24 km-re nyugatra, a lengyel határ mellett fekszik.

## Története
A falut 1427-ben említik először. Kezdetben a malcói uradalom részeként Liptói András a birtokosa. Eredeti neve „Lénártvágás” volt, mai neve csak a 17. századtól használatos. Ekkor Kapi várához tartozott.
A 18. század végén Vályi András így ír róla: „LÉNÁRTÓ. Elegyes orosz falu Sáros Várm. földes Ura Kapy Uraság, lakosai katolikusok, és ó hitűek, fekszik Bártfához másfél mértföldnyire, határja középszerű.”
A 19. században Anhalt Dessaui Lipót birtoka lett. 1814-ben a falura meteoriteső hullott, a meteorit megtalált darabjai a Magyar Nemzeti Múzeumba kerültek és ma is ott láthatók. 1833-tól Hedry István létesített majort a község területén, melynek épületei a mai napig is fennállnak. Lakói kovácsok, zsindelykészítők, szénégetők, erdei munkások voltak.
Fényes Elek 1851-ben kiadott geográfiai szótárában így ír a faluról: „Lénártó, tót-orosz falu, Sáros vgyében, a Kárpátok alatt, Galliczia szélén, s a Tapoly mellett, Bártfához nyugotra 2 1/4 mfd. 456 római, 304 g. kath., 31 zsidó lak. Fenyves erdeje nagy és szép; földje sovány; fürészmalmok. F. u. Kapy János, cs. kir. kamarás.”
A 19. század végén itt vezetett át a Lengyelországba és Galíciába menő kereskedelmi út. A trianoni diktátum előtt Sáros vármegye Bártfai járásához tartozott.

## Népessége
| Év:            | 1994. | 2004.    | 2014.    | 2024. |
| -------------- | ----- | -------- | -------- | ----- |
| Emberek száma: | 786   | 984      | 1100     | 1232  |
| Eltérés:       |       | +25,19 % | +11,78 % | +12 % |

| Év:            | 2023. | 2024.   |
| -------------- | ----- | ------- |
| Emberek száma: | 1217  | 1232    |
| Eltérés:       |       | +1,23 % |

1910-ben 549, túlnyomórészt szlovák lakosa volt.
2001-ben 941 lakosából 889 szlovák volt.
2011-ben 1058 lakosából 593 cigány és 423 szlovák.

## Nevezetességei
- Szent Lénárt tiszteletére szentelt római katolikus templomát 1820-ban építették.
- 16. századi templomának fa tabernákuluma a bártfai múzeumban látható.